# سی-سا
سی-سا (انگلیسی: See-Saw) شرکت رسانه‌ای بریتانیایی است، که در سال ۲۰۰۸ توسط این کنینگ تأسیس شد.